# Сливница при Марибору
Сливница при Марибору (словен. Slivnica pri Mariboru) је насељено место у општини Хоче-Сливница, Подравска регија, Словенија.

## Историја
До територијалне реорганизације у Словенији била је у саставу старе општине Марибор.

## Становништво
У попису становништва из 2011. године, Сливница при Марибору имала је 631 становника.
| Број становника према пописима | Број становника према пописима | Број становника према пописима |
| ------------------------------ | ------------------------------ | ------------------------------ |
| 1991                           | 2002                           | 2011                           |
| 401                            | 460                            | 631                            |

## Галерија
- капелица
- споменик жртвама рата